# Niamh Algar

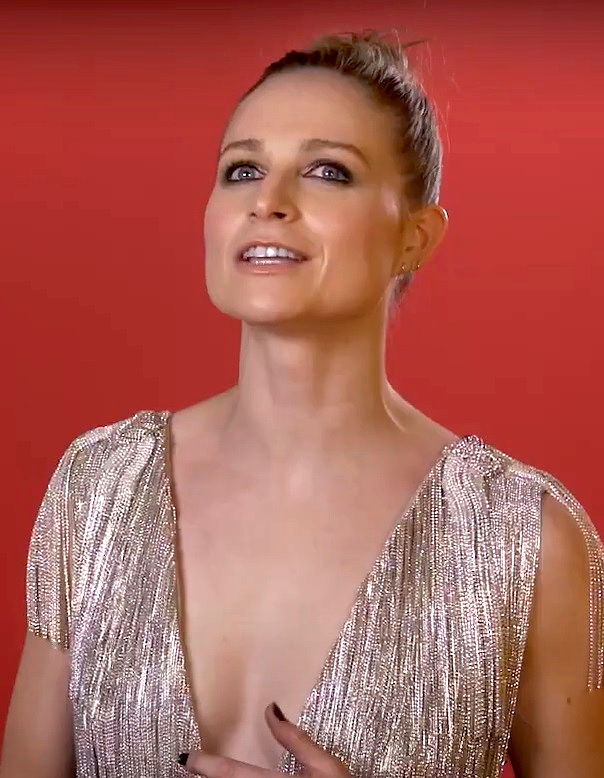
Niamh Algar (2021)

Niamh Algar (* 28. Juni 1992 in Mullingar, County Westmeath, Irland) ist eine irische Filmschauspielerin.

## Leben
Niamh Algar studierte zunächst Design am Dublin Institute of Technology und wurde an der Bow Street Academy zur Filmschauspielerin ausgebildet. Nach einigen kleineren Einsätzen, auch in der Set-Ausstattung, ist sie seit 2014 regelmäßig als Filmschauspielerin zu sehen.
Für ihre Nebenrolle der „Ursula“ in Shadow of Violence (2019) wurde sie für einen British Academy Film Award und zwei British Independent Film Awards nominiert.
In der Serie Raised by Wolves spielte sie 2020 als „Sue“. 2021 spielte sie in Censor und Cash Truck.

## Filmografie (Auswahl)
- 2014: Trampoline
- 2017: The Drummer and The Keeper
- 2019: Pure (Miniserie, 6 Folgen)
- 2019: Shadow of Violence (Calm with Horses)
- 2019: MotherFatherSon (Miniserie, 5 Folgen)
- 2019: The Virtues (Miniserie, 3 Folgen)
- 2020–2022: Raised by Wolves (Fernsehserie, 17 Folgen)
- 2021: Censor
- 2021: Cash Truck (Wrath of Man)
- 2022: Das Wunder (The Wonder)
- 2022:  Suspect (Fernsehserie, 8 Folgen)
- 2023: Malpractice (Miniserie, 5 Folgen)
- 2023: Culprits (Miniserie, 5 Folgen)
- 2024: Mary & George (Miniserie, 6 Folgen)
- 2025: Playing Nice (Miniserie, 4 Folgen)